# Panacca arata
Panacca arata är en musselart som först beskrevs av Addison Emery Verrill och S. Smith 1881.  Panacca arata ingår i släktet Panacca och familjen Pholadomyidae. Inga underarter finns listade i Catalogue of Life.